# Capmany
Capmany ist eine katalanische Gemeinde in der Provinz Girona im Nordosten Spaniens. Sie liegt in der Comarca Alt Empordà.

## Kultur und Sehenswürdigkeiten
In Capmany gibt es die megalithische Grabanlage Dolmen und Menhir del Quer Fumat.

## Wirtschaft
Die Gemeinde ist landwirtschaftlich geprägt und es werden überwiegend Weinstöcke kultiviert. Die geernteten Weintrauben werden in örtlichen Weinkellereien zu Wein und Cava weiterverarbeitet und unter den garantierten Herkunftsbezeichnungen Empordà und Catalunya in den Handel gebracht; unter anderem ist die über Katalonien hinaus bekannte Weinkellerei Grup Oliveda in Capmany ansässig, die auf ihrem Firmengelände auch ein Weinmuseum beherbergt.

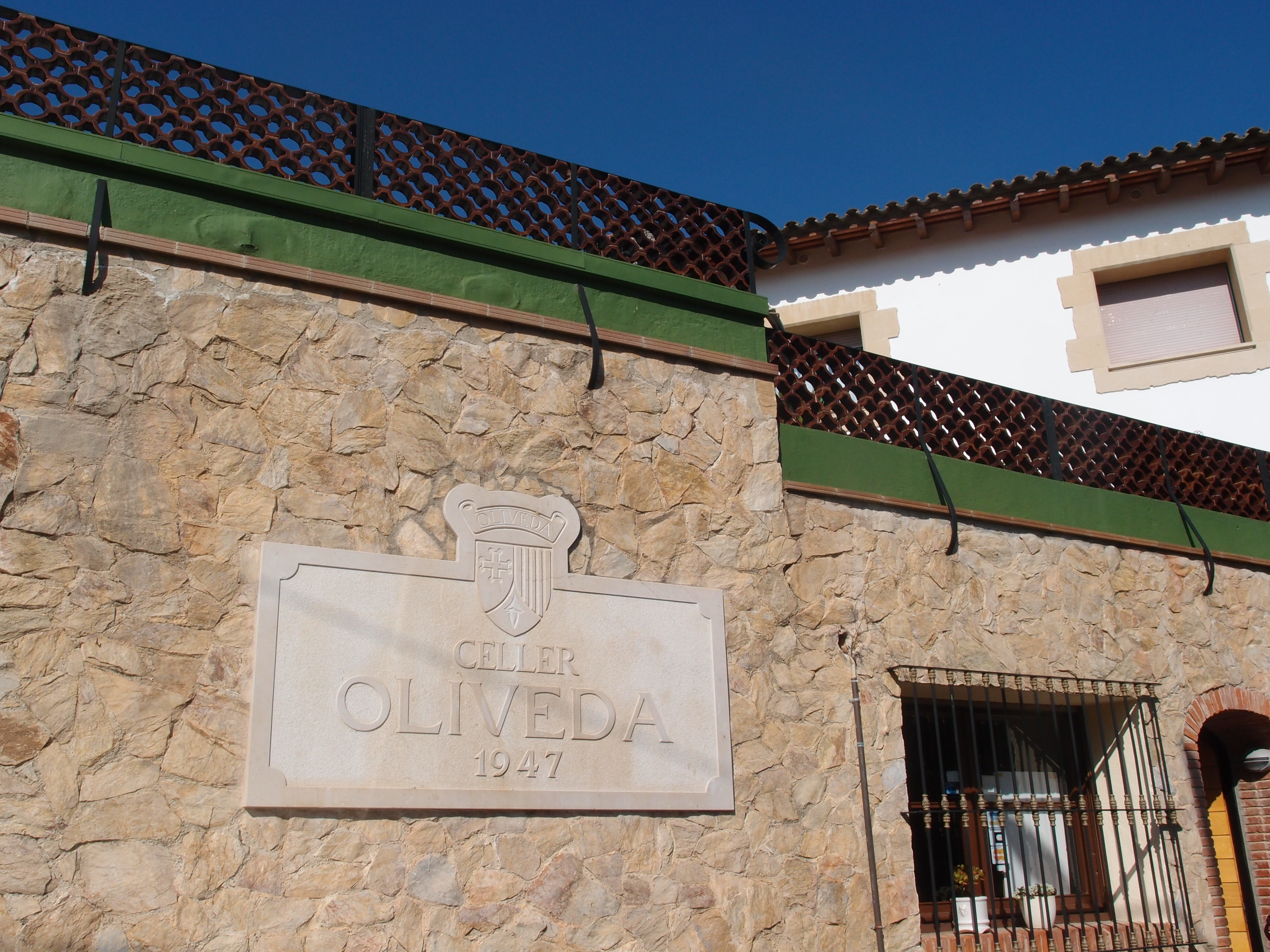
Celler Oliveda
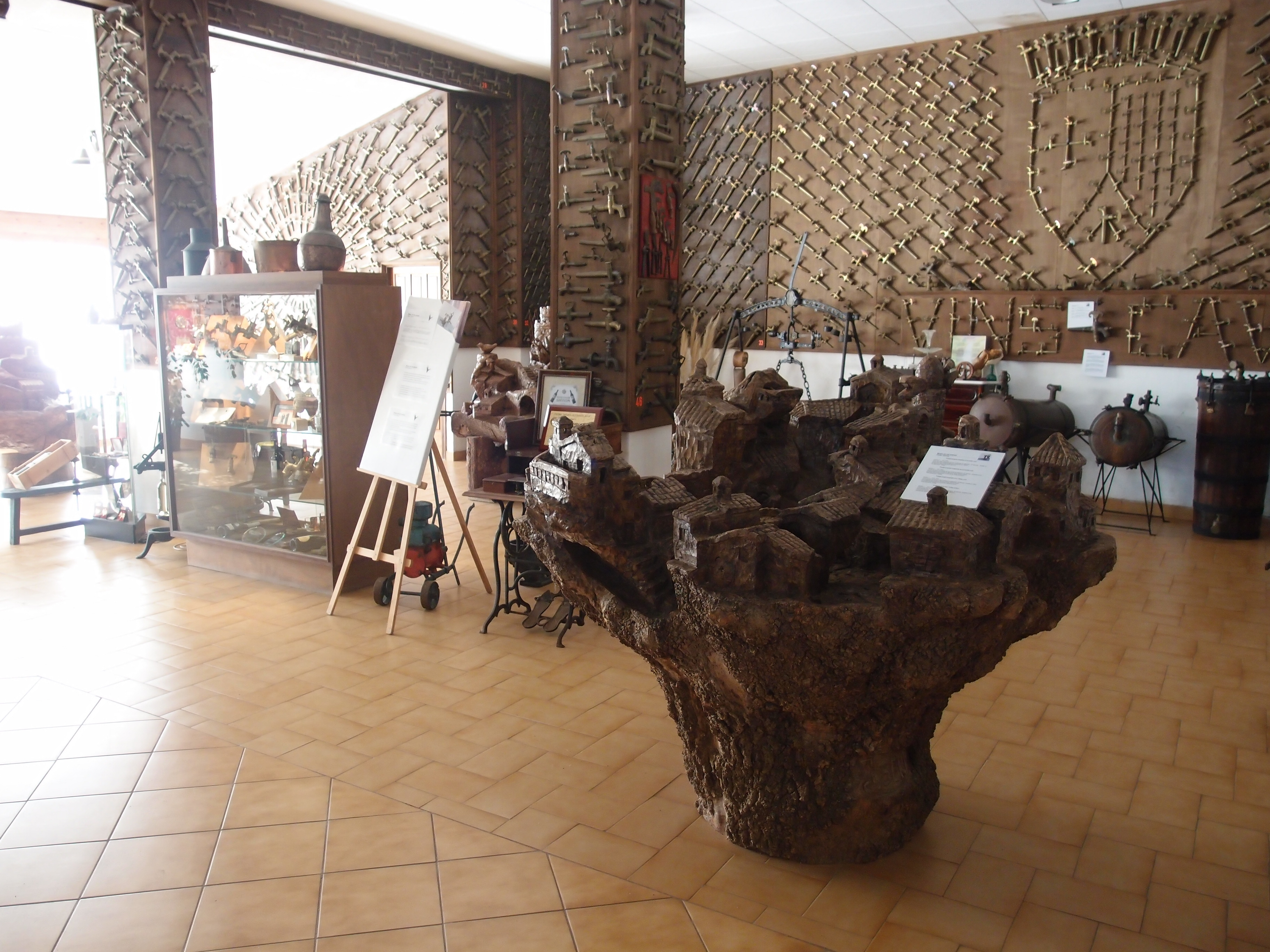
Weinmuseum Oliveda
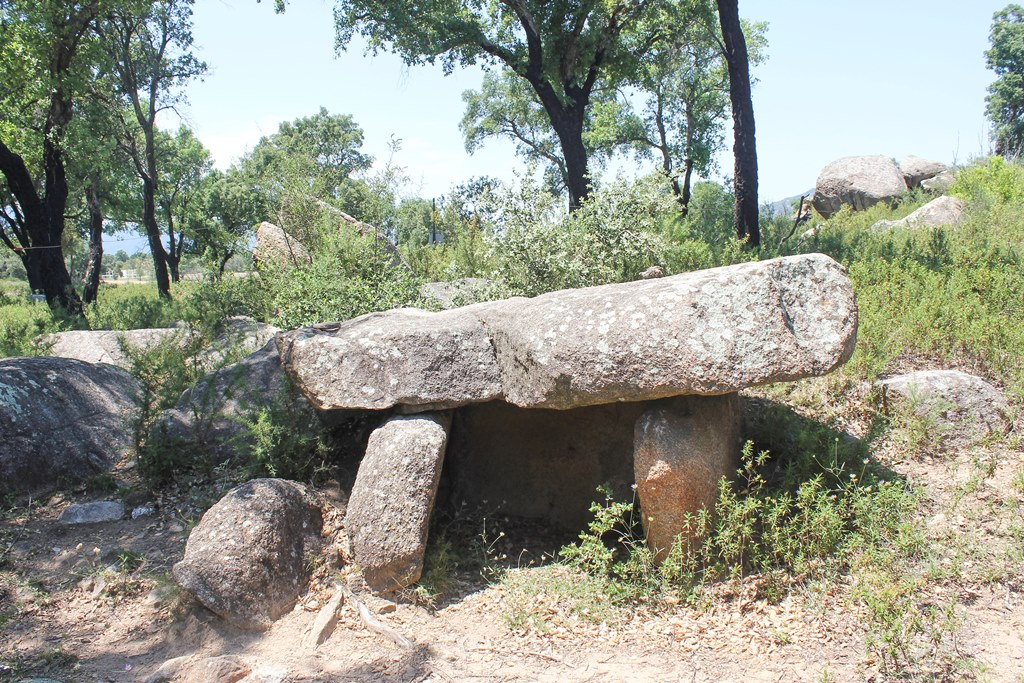
Dolmen del Querafumat